# St. Gabriel (Delrath)

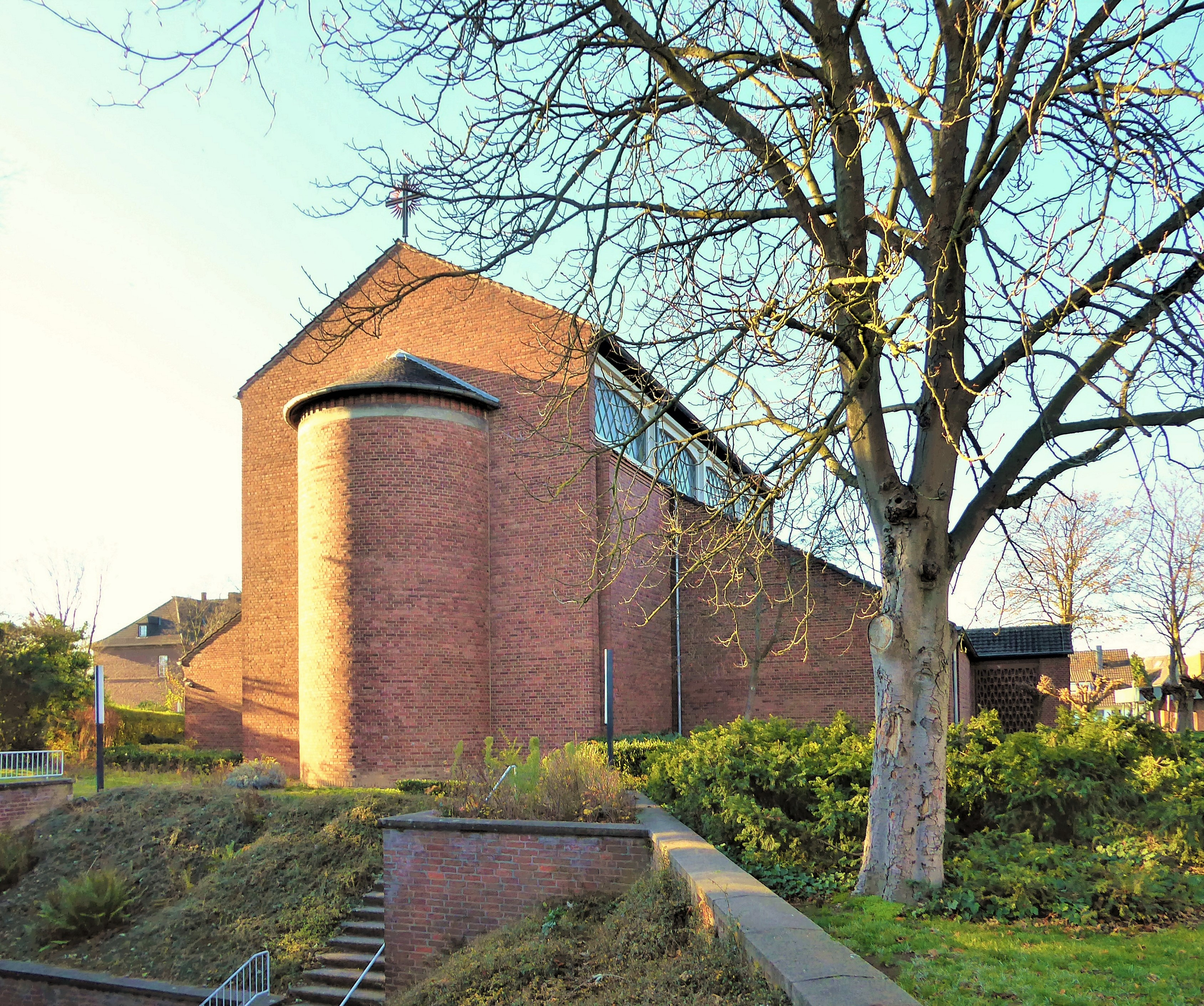
Kirche St. Gabriel in Delrath

St. Gabriel ist die römisch-katholische Pfarrkirche in Delrath, einem Stadtteil der Stadt Dormagen im Rhein-Kreis Neuss des Bundeslandes Nordrhein-Westfalen. Die Pfarrgemeinde gehört zum Kreisdekanat Rhein-Kreis Neuss im Erzbistum Köln.

## Geschichte

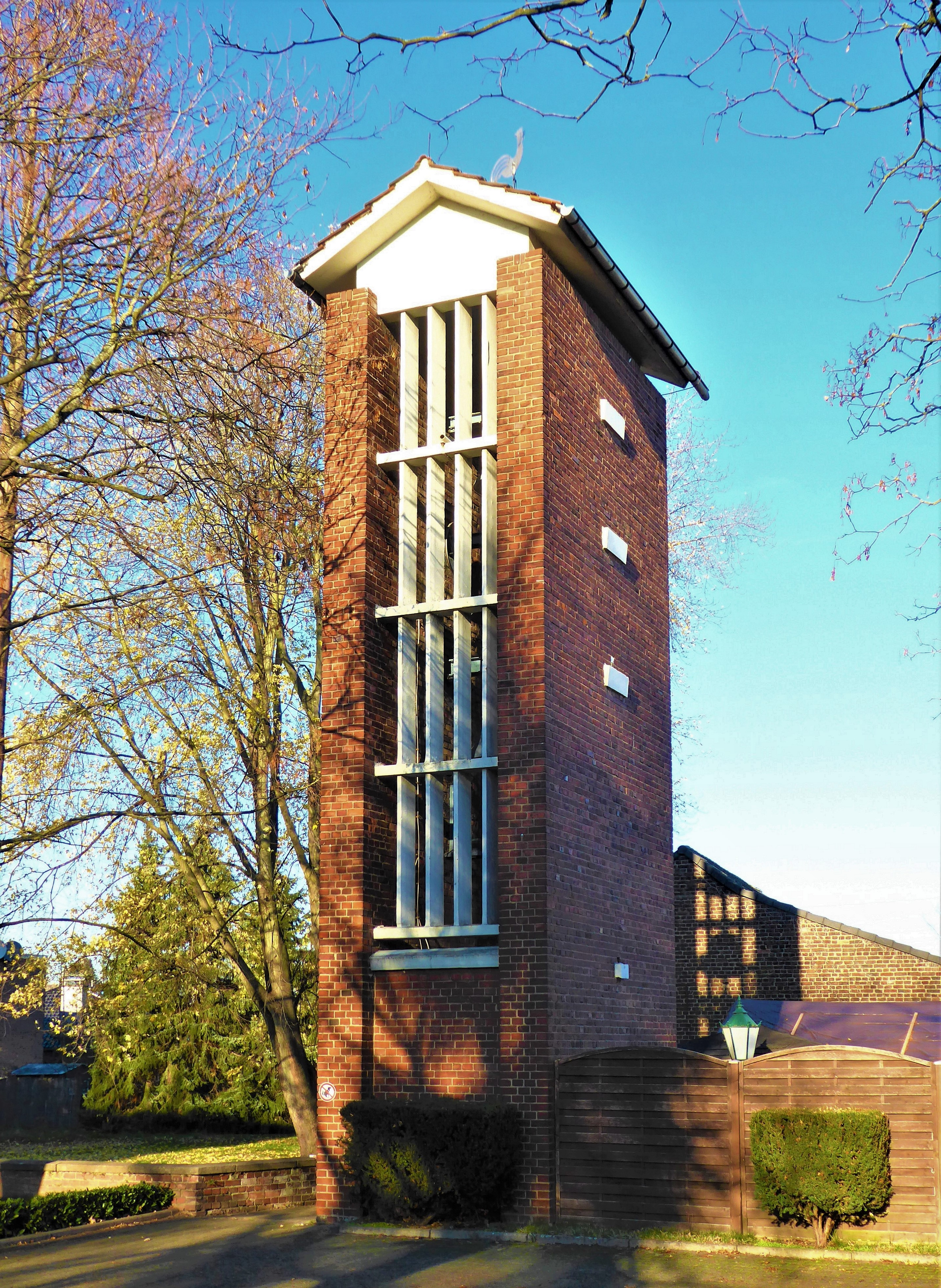
Glockenträger

Die Delrather Gabrielskirche wurde in den Jahren 1952/53 errichtet. Die feierliche Kirchweihe nahm der Kölner Weihbischof Wilhelm Cleven am 27. Mai 1954 vor. Vorher war die katholische Bevölkerung Delraths als Kapellengemeinde bekannt, nach dem Kirchengebäude, einer Holzbaracke, die als Kapelle bezeichnet wurde.

## Beschreibung
Das Kirchengebäude nach Plänen des Architekten Fritz Schaller ist ein Stahlbeton-Skelettbau, dessen Zwischenräume voll mit Klinkern ausgemauert sind. Ein hohes, mit einem Satteldach gedecktes Mittelschiff mit Chorbereich in gleicher Höhe und angefügter Konche wird begleitet von breiten Seitenschiffen mit tief herunter gezogenen Dächern. Mit Tageslicht belichtet wird der Innenraum durch ein großes Fenster im Altarbereich und durch Fensterbänder unterhalb der Dachtraufe des Mittelschiffs.
Ein Kirchturm konnte wegen fehlender finanzieller Mittel nicht realisiert werden. Doch befindet sich neben dem Kirchengebäude ein schlichter Glockenträger mit Satteldach, der wie ein verkürzter Turm wirkt. Er enthält drei Gussstahlglocken, die 1953 vom Bochumer Verein gegossen wurden:
| Glocke | Name     | Gewicht ≈ | Durchmesser | Schlagton | Inschrift                                                |
| ------ | -------- | --------- | ----------- | --------- | -------------------------------------------------------- |
| 1      | Michael  | 618 kg    | 1180 mm     | fis’-2    | + ST. MICHAEL + GELEITE UNSERE TOTEN UND GEFALLENEN 1953 |
| 2      | Salvator | 333 kg    | 970 mm      | a’-2      | + GÖTTLICHER SALVATOR + ERBARME DICH UNSER 1953          |
| 3      | Gabriel  | 250 kg    | 876 mm      | h’-2      | + ST. GABRIEL + SCHÜTZE UNSERE GEMEINDE + 1953           |

## Ausstattung
Altar, Tabernakelsäule und Tabernakel-Ziergitter in der Konche, sechs Altarleuchter und ein Zelebrationskreuz sind Werke des Künstlers Elmar Hillebrand, der nach der Liturgiereform auch zwei neue Ambos entwarf. Den bronzenen Osterleuchter schuf der Bildhauer Jochem Pechau. Die Farbfenster wurden nach Entwürfen des Kunstmalers Georg Schöler von der Kunstglaserei Reuter in Köln angefertigt. Die verglaste Wand des Altarraums zeigt einen stilisierten Lebensbau, in dem verschiedene Symbole des Glaubens zu erkennen sind: Ahren, Trauben, Fisch, Lamm. Darunter steht St. Michael unter einem Regenbogen, wie er die Schlange des Bösen zurückdrängt. Themen anderer Fenster sind Maria als Mittlerin mit Symbolen aus ihrem Leben oder die Rettung Noahs aus der Sintflut. In der Taufkapelle sieht man die Reue des Petrus nach der Verleugnung  Jesu.
Auf der Empore steht seit 1956 eine Orgel, die von der Firma Romanus Seifert & Sohn aus Kevelaer gebaut wurde. Sie verfügt über 17 Register auf zwei Manualen und Pedal.

## Nachweise
1. ↑  Gerhard Hoffs, Glocken im Dekanat Dormagen: Dormagen-Delrath, St. Gabriel (PDF; 0,4 MB)

Koordinaten: 51° 7′ 41,8″ N, 6° 47′ 9,6″ O